# Marcoux, Loire
Marcoux este o comună în departamentul Loire din sud-estul Franței. În 2009 avea o populație de 707 de locuitori.

## Evoluția populației
| An        | 1975 | 1982 | 1990 | 1999 | 2006 | 2009 |
| --------- | ---- | ---- | ---- | ---- | ---- | ---- |
| Populație | 464  | 482  | 522  | 564  | 655  | 707  |